# بيزوماغنيتيسم
بيزوماغنيتيسم (بالانقليزية:Piezomagnetism) ظاهرة لوحظت في بعض بلورات أنتيفيروميسيتيك. وهي تتميز باقتران خطي بين الاستقطاب المغناطيسي للنظام والتركيبة الميكانيكية. في بيزوماغنيتيك، يمكن للمرء أن يحفز لحظة مغناطيسية ذاتية من خلال تطبيق جهد فيزيائي، أو تفاعل فيزيائي من خلال تطبيق الحث المغناطيسي.
بيزوماغنيتيسم يختلف عن الممتلكات ذات الصلة من ماغنيتوستريكتيون. إذا تم تطبيق حقل مغناطيسي في الاتجاه معاكس، تنتج علامات تغيير في التركيبة. بالإضافة إلى ذلك، يمكن أن تنتج اللحظة بيزوماغنيتيك غير الصفر عن طريق تركيبة الميكانيكية وحدها، في مجال الصفر - وهذا ليس صحيحا في ماغنيتوستريكتيون.  وفقا للمعيار IEEE: بيزوماغنيتيسم هو تأثير ماغنيتوميشانيكال خطي مماثل لتأثير الكهرومغناطيسية والكهرباء انضغاطية، وبالمثل، فإن ماغنيتوستريكتيون و إليكتروستريكتيون هي آثار مماثلة من الدرجة الثانية، ويمكن تمثيل هذه التأثيرات ذات الترتيب الأعلى كمرتبة أولى فعالة عندما تكون التغيرات في النظام عوامل صغيرة مقارنة بالقيم الأولية للعوامل.
تأثير بيزوماغنيتيك يصبح ممكنا من خلال فقدان تناسق بعض العناصر في تركيبة الكريستال. تحديدا، التماثل تحت انعكاس الوقت يحظر الملكية.
أول ملاحظة تجريبية على بيزوماغنيتيسم قدمت في عام 1960، فلوريدالكوبالت والمنغنيز. 
أقوى بيزوماغنيت المعروف هو ثاني أكسيد اليورانيوم، مع التحول المغناطيسي ماغنيتولاستيك في المجالات المغناطيسية بالقرب من 180،000 Oe.